# Ringer-Europameisterschaften 1994
Die Ringer-Europameisterschaften 1994 der Männer fanden im April 1994 im griechisch-römischen Stil in Athen und im Freistil in Rom statt.

## Griechisch-römisch

### Ergebnisse
| Klasse  | Gold                              | Silber                    | Bronze                                |
| ------- | --------------------------------- | ------------------------- | ------------------------------------- |
| -48 kg  | Safar Safar ogly Gulijew          | József Hamzók             | Ioannis Agatzanian                    |
| -52 kg  | Armen Nasarjan                    | Farhat Mageramov          | Alfred Ter-Mkrtchyan                  |
| -57 kg  | Şeref Eroğlu                      | Aristidis Arutik Rubenjan | Marian Sandu                          |
| -62 kg  | Hryhorij Komyschenko              | Aghassi Manukjan          | Igor Petrenko                         |
| -68 kg  | Attila Repka                      | Ghani Yalouz              | Islam Betersultanowitsch Dugutschijew |
| -74 kg  | Erol Koyuncu                      | Uladsimir Kapytau         | Torbjörn Kornbakk                     |
| -82 kg  | Thomas Zander                     | Gotcha Ziziaschwili       | Sergey Nasevich                       |
| -90 kg  | Wjatscheslaw Olijnyk              | Sergej Kirilschuk         | Stig Kleven                           |
| -100 kg | Andrzej Wroński                   | Alexandros Triantafilidis | Heorhij Soldadse                      |
| 130 kg  | Alexander Alexandrowitsch Karelin | György Kékes              | Piotr Kotok                           |

### Medaillenspiegel (griechisch-römisch)
| Rang | Land         | Gold | Silber | Bronze |
| ---- | ------------ | ---- | ------ | ------ |
| 1    | Russland     | 2    | 0      | 2      |
|      | Ukraine      | 2    | 0      | 2      |
| 3    | Türkei       | 2    | 0      | 0      |
| 4    | Ungarn       | 1    | 2      | 0      |
| 5    | Armenien     | 1    | 1      | 0      |
| 6    | Deutschland  | 1    | 0      | 1      |
| 7    | Polen        | 1    | 0      | 0      |
| 8    | Belarus      | 0    | 3      | 1      |
| 9    | Griechenland | 0    | 2      | 1      |
| 10   | Frankreich   | 0    | 1      | 0      |
|      | Israel       | 0    | 1      | 0      |
| 12   | Schweden     | 0    | 0      | 1      |
|      | Norwegen     | 0    | 0      | 1      |
|      | Rumänien     | 0    | 0      | 1      |

## Freistil

### Ergebnisse
| Klasse  | Gold                             | Silber                             | Bronze                          |
| ------- | -------------------------------- | ---------------------------------- | ------------------------------- |
| -48 kg  | Armen Mkrttschjan                | Reiner Heugabel                    | Wiktor Efteni                   |
| -52 kg  | Namiq Abdullayev                 | Iwan Zonow                         | Sergej Sambalov                 |
| -57 kg  | Anuchawan Sahakjan               | Bagawdin Umachanow                 | Aslanbek Fidarow                |
| -62 kg  | Muharrem Demiregen               | Araik Baghdadyan                   | Giovanni Schillaci              |
| -68 kg  | Wadim Iossifowitsch Bogijew      | Arajik Geworgjan                   | Roman Motrovich                 |
| -74 kg  | Nasir Gadschitschanow            | Turan Ceylan                       | Alexander Leipold               |
| -82 kg  | Rustem Kasbekowitsch Kelechsajew | Lukman Sainadijewitsch Schabrailow | Hans Gstöttner                  |
| -90 kg  | Soslan Frajew                    | Wladimir Matuschenko               | Jozef Lohyňa                    |
| -100 kg | Marek Garmulewicz                | Heiko Balz                         | Ali Kayalı                      |
| 130 kg  | Mirabi Walijew                   | Mahmut Demir                       | Andrei Anatoljewitsch Schumilin |

### Medaillenspiegel (Freistil)
| Rang | Land          | Gold | Silber | Bronze |
| ---- | ------------- | ---- | ------ | ------ |
| 1    | Russland      | 4    | 1      | 2      |
| 2    | Armenien      | 2    | 2      | 0      |
| 3    | Türkei        | 1    | 2      | 1      |
| 4    | Ukraine       | 1    | 0      | 3      |
| 5    | Polen         | 1    | 0      | 0      |
|      | Aserbaidschan | 1    | 0      | 0      |
| 7    | Deutschland   | 0    | 2      | 2      |
| 8    | Bulgarien     | 0    | 1      | 0      |
|      | Belarus       | 0    | 1      | 0      |
|      | Moldau        | 0    | 1      | 0      |
| 11   | Italien       | 0    | 0      | 1      |
|      | Slowakei      | 0    | 0      | 1      |